# Miriam Batten
Miriam Batten, britanska veslačica, * 4. november 1964.
Za Veliko Britanijo je nastopila že na Olimpijskih igrah 1996, na igrah leta 2000 pa je skupaj s sestro, Guin Batten, v dvojnem četvercu osvojila srebrno medaljo
Med študijem na Univerzi v Southamptonu je bila članica veslaškega kuba tamkajšnje univerze. 
3. junija 2012 je bila Miriam ena od veslačic na čolnu Gloriana, ki je v Veliki Britaniji del poti nosil Olimpijski ogenj.